# Oberurff-Schiffelborn
Oberurff-Schiffelborn ist ein Ortsteil der Gemeinde Bad Zwesten im nordhessischen Schwalm-Eder-Kreis.

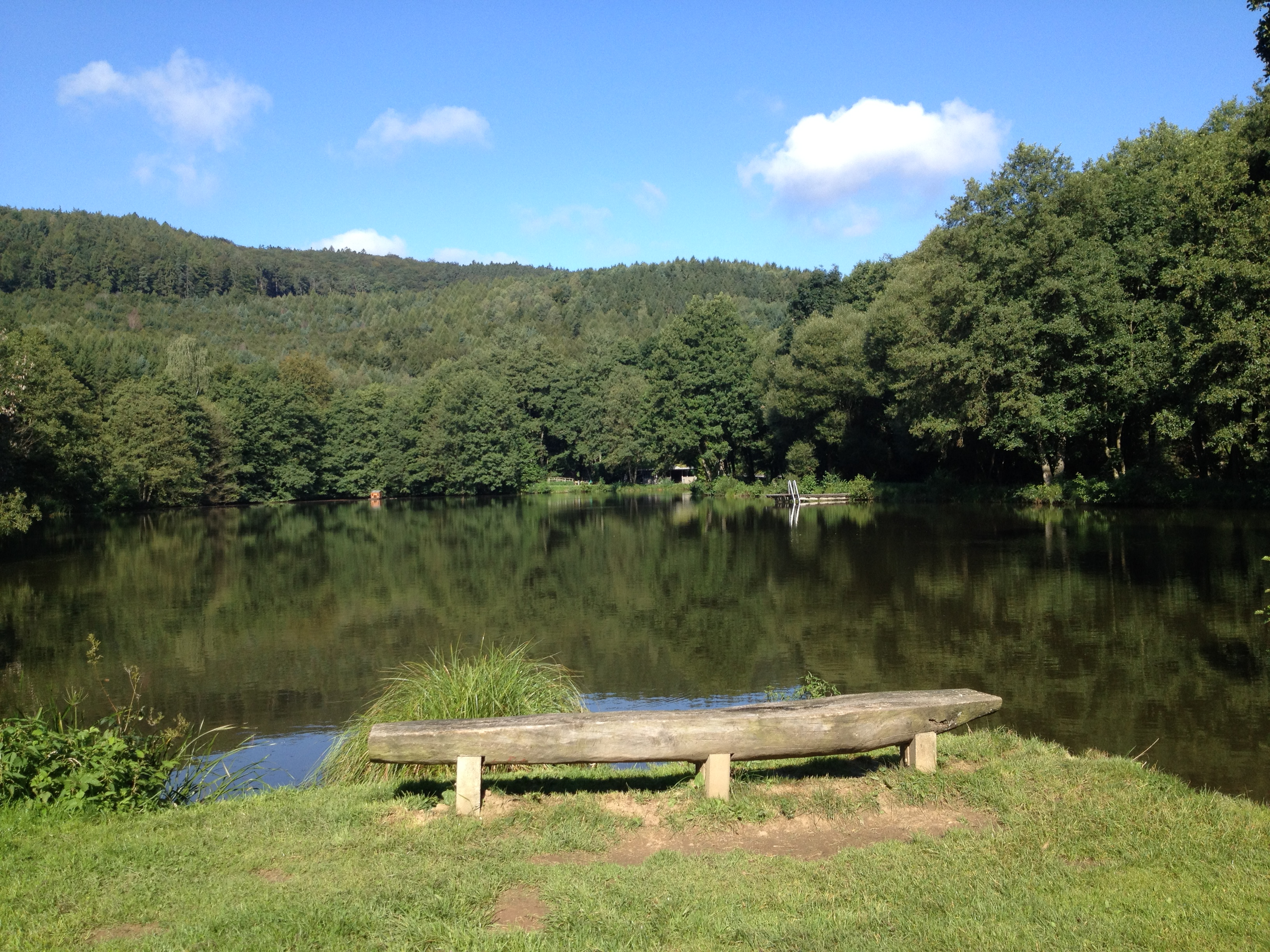
Oberurffer See

## Geographie
Oberurff-Schiffelborn liegt im Südwesten der Gemeinde im Tal der Urff am Ostrand des Hohen Kellers, etwa 3 km östlich von dessen Nebengipfel Sauklippe. Oberurff-Schiffelborn besteht aus dem an der Bundesstraße 3 gelegenen Dorf Oberurff und dem gut 1 km nordwestlich und unterhalb der Burgruine Löwenstein gelegenen Schiffelborn. Die beiden inzwischen durch eine Neubausiedlung miteinander verbundenen ehemals selbständigen Gemeinden schlossen sich 1964 zur Gemeinde Oberurff-Schiffelborn zusammen. In der Nähe gibt es einen direkt an der Urff gelegenen, von Wald umgebenen Freizeit-, Bade- und Angelteich.

## Geschichte

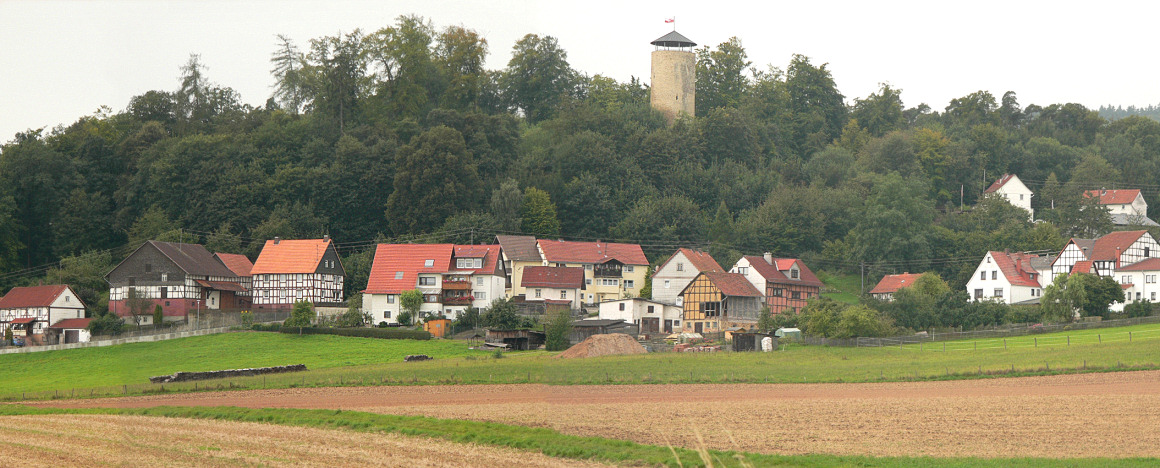
Schiffelborn mit dem Turm der Burgruine Löwenstein

Die älteste bekannte Erwähnung von Oberurff erfolgt im Jahr 1235 als Urph superior, als ein Richterspruch dem Kloster Hardehausen Grundbesitz im Ort zusprach. Schiffelborn wurde, soweit bekannt, erstmals 1464 als Scheffelborn genannt. Die Siedlung unterhalb der Burg Löwenstein ist jedoch älter, sie entstand als Tal der Burg Löwenstein und trug früher den Namen Löwenstein bzw. Lewenstein, unter dem sie auch später noch bekannt war. Beide Orte gehörten im 18. Jahrhundert zum hessischen Amt Borken, ab 1807 im kurzlebigen Königreich Westphalen zum Kanton und ab 1814 zum kurhessischen Amt Jesberg. Ab 1821 waren sie Teil des Kreises Fritzlar, der 1932 im Kreis Fritzlar-Homberg (1939 umbenannt in Landkreis Fritzlar-Homberg) und 1974 im Schwalm-Eder-Kreis aufging. 2016 fand die Jahrfeier zum 700. Jubiläum von Schiffelborn statt.
Im Zuge der Gebietsreform in Hessen wurde die bis dahin selbständige Gemeinde Oberurff-Schiffelborn zum 1. Januar 1972 auf freiwilliger Basis nach Zwesten (heute Bad Zwesten) eingemeindet. Für Oberurff-Schiffelborn wurde, wie für alle durch die Gebietsreform eingegliederten Ortsteile, ein Ortsbezirk mit Ortsbeirat und Ortsvorsteher eingerichtet.

## Bevölkerung

### Einwohnerstruktur 2011
Nach den Erhebungen des Zensus 2011 lebten am Stichtag, dem 9. Mai 2011, in Oberurff-Schiffelborn 672 Einwohner. Darunter waren 21 (3,1 %) Ausländer. Nach dem Lebensalter waren 174 Einwohner unter 18 Jahren, 251 zwischen 18 und 49, 141 zwischen 50 und 64 und 105 Einwohner waren älter. Die Einwohner lebten in 364 Haushalten. Davon waren 72 Singlehaushalte, 78 Paare ohne Kinder und 72 Paare mit Kindern, sowie 33 Alleinerziehende und 6 Wohngemeinschaften. In 39 Haushalten lebten ausschließlich Senioren und in 177 Haushaltungen lebten keine Senioren.

### Einwohnerentwicklung
Oberurff
| Quelle: Historisches Ortslexikon |                |
| • um 1570:                       | 29 Hausgesesse |
| • 1575/85:                       | 33 Hausgesesse |
| • 1742:                          | 46 Häuser      |
| • 1747:                          | 45 Hausgesesse |

| Oberurff: Einwohnerzahlen von 1834 bis 1961 | Oberurff: Einwohnerzahlen von 1834 bis 1961 | Oberurff: Einwohnerzahlen von 1834 bis 1961 | Oberurff: Einwohnerzahlen von 1834 bis 1961 | Oberurff: Einwohnerzahlen von 1834 bis 1961 |
| --- | ------------------------------------------- | ------------------------------------------- | ------------------------------------------- | ------------------------------------------- |
| Jahr |                                             |                                             |                                             | Einwohner                                   |
| 1834 | 1834                                        |                                             | 548                                         | 548                                         |
| 1840 | 1840                                        |                                             | 329                                         | 329                                         |
| 1846 | 1846                                        |                                             | 571                                         | 571                                         |
| 1852 | 1852                                        |                                             | 530                                         | 530                                         |
| 1858 | 1858                                        |                                             | 450                                         | 450                                         |
| 1864 | 1864                                        |                                             | 416                                         | 416                                         |
| 1871 | 1871                                        |                                             | 381                                         | 381                                         |
| 1875 | 1875                                        |                                             | 375                                         | 375                                         |
| 1885 | 1885                                        |                                             | 373                                         | 373                                         |
| 1895 | 1895                                        |                                             | 342                                         | 342                                         |
| 1905 | 1905                                        |                                             | 306                                         | 306                                         |
| 1910 | 1910                                        |                                             | 321                                         | 321                                         |
| 1925 | 1925                                        |                                             | 304                                         | 304                                         |
| 1939 | 1939                                        |                                             | 279                                         | 279                                         |
| 1946 | 1946                                        |                                             | 498                                         | 498                                         |
| 1950 | 1950                                        |                                             | 470                                         | 470                                         |
| 1956 | 1956                                        |                                             | 494                                         | 494                                         |
| 1961 | 1961                                        |                                             | 513                                         | 513                                         |
| Datenquelle: Historisches Gemeindeverzeichnis für Hessen: Die Bevölkerung der Gemeinden 1834 bis 1967. Wiesbaden: Hessisches Statistisches Landesamt, 1968. |                                             |                                             |                                             |                                             |

Schiffelborn
| Quelle: Historisches Ortslexikon |                |
| • 1742:                          | 19 Häuser      |
| • 1747:                          | 19 Hausgesesse |

| Schiffelborn: Einwohnerzahlen von 1775 bis 1961 | Schiffelborn: Einwohnerzahlen von 1775 bis 1961 | Schiffelborn: Einwohnerzahlen von 1775 bis 1961 | Schiffelborn: Einwohnerzahlen von 1775 bis 1961 | Schiffelborn: Einwohnerzahlen von 1775 bis 1961 |
| --- | ----------------------------------------------- | ----------------------------------------------- | ----------------------------------------------- | ----------------------------------------------- |
| Jahr |                                                 |                                                 |                                                 | Einwohner                                       |
| 1775 | 1775                                            |                                                 | 113                                             | 113                                             |
| 1800 | 1800                                            |                                                 | ?                                               | ?                                               |
| 1834 | 1834                                            |                                                 | 143                                             | 143                                             |
| 1840 | 1840                                            |                                                 | 153                                             | 153                                             |
| 1846 | 1846                                            |                                                 | 146                                             | 146                                             |
| 1852 | 1852                                            |                                                 | 175                                             | 175                                             |
| 1858 | 1858                                            |                                                 | 148                                             | 148                                             |
| 1864 | 1864                                            |                                                 | 141                                             | 141                                             |
| 1871 | 1871                                            |                                                 | 111                                             | 111                                             |
| 1875 | 1875                                            |                                                 | 102                                             | 102                                             |
| 1885 | 1885                                            |                                                 | 109                                             | 109                                             |
| 1895 | 1895                                            |                                                 | 95                                              | 95                                              |
| 1905 | 1905                                            |                                                 | 93                                              | 93                                              |
| 1910 | 1910                                            |                                                 | 101                                             | 101                                             |
| 1925 | 1925                                            |                                                 | 82                                              | 82                                              |
| 1939 | 1939                                            |                                                 | 65                                              | 65                                              |
| 1946 | 1946                                            |                                                 | 95                                              | 95                                              |
| 1950 | 1950                                            |                                                 | 105                                             | 105                                             |
| 1956 | 1956                                            |                                                 | 94                                              | 94                                              |
| 1961 | 1961                                            |                                                 | 96                                              | 96                                              |
| Datenquelle: Historisches Gemeindeverzeichnis für Hessen: Die Bevölkerung der Gemeinden 1834 bis 1967. Wiesbaden: Hessisches Statistisches Landesamt, 1968. |                                                 |                                                 |                                                 |                                                 |

Oberurff-Schiffelborn
| Oberurff-Schiffelborn (Summe der Ortsteile): Einwohnerzahlen von 1834 bis 2021 | Oberurff-Schiffelborn (Summe der Ortsteile): Einwohnerzahlen von 1834 bis 2021 | Oberurff-Schiffelborn (Summe der Ortsteile): Einwohnerzahlen von 1834 bis 2021 | Oberurff-Schiffelborn (Summe der Ortsteile): Einwohnerzahlen von 1834 bis 2021 | Oberurff-Schiffelborn (Summe der Ortsteile): Einwohnerzahlen von 1834 bis 2021 |
| --- | ------------------------------------------------------------------------------ | ------------------------------------------------------------------------------ | ------------------------------------------------------------------------------ | ------------------------------------------------------------------------------ |
| Jahr |                                                                                |                                                                                |                                                                                | Einwohner                                                                      |
| 1834 | 1834                                                                           |                                                                                | 691                                                                            | 691                                                                            |
| 1840 | 1840                                                                           |                                                                                | 482                                                                            | 482                                                                            |
| 1846 | 1846                                                                           |                                                                                | 717                                                                            | 717                                                                            |
| 1852 | 1852                                                                           |                                                                                | 705                                                                            | 705                                                                            |
| 1858 | 1858                                                                           |                                                                                | 598                                                                            | 598                                                                            |
| 1864 | 1864                                                                           |                                                                                | 557                                                                            | 557                                                                            |
| 1871 | 1871                                                                           |                                                                                | 492                                                                            | 492                                                                            |
| 1875 | 1875                                                                           |                                                                                | 477                                                                            | 477                                                                            |
| 1885 | 1885                                                                           |                                                                                | 482                                                                            | 482                                                                            |
| 1895 | 1895                                                                           |                                                                                | 437                                                                            | 437                                                                            |
| 1905 | 1905                                                                           |                                                                                | 399                                                                            | 399                                                                            |
| 1910 | 1910                                                                           |                                                                                | 422                                                                            | 422                                                                            |
| 1925 | 1925                                                                           |                                                                                | 386                                                                            | 386                                                                            |
| 1939 | 1939                                                                           |                                                                                | 344                                                                            | 344                                                                            |
| 1946 | 1946                                                                           |                                                                                | 593                                                                            | 593                                                                            |
| 1950 | 1950                                                                           |                                                                                | 575                                                                            | 575                                                                            |
| 1956 | 1956                                                                           |                                                                                | 588                                                                            | 588                                                                            |
| 1961 | 1961                                                                           |                                                                                | 609                                                                            | 609                                                                            |
| 1967 | 1967                                                                           |                                                                                | 617                                                                            | 617                                                                            |
| 1980 | 1980                                                                           |                                                                                | ?                                                                              | ?                                                                              |
| 1990 | 1990                                                                           |                                                                                | ?                                                                              | ?                                                                              |
| 2000 | 2000                                                                           |                                                                                | ?                                                                              | ?                                                                              |
| 2011 | 2011                                                                           |                                                                                | 672                                                                            | 672                                                                            |
| 2021 | 2021                                                                           |                                                                                | 586                                                                            | 586                                                                            |
| Datenquelle: Historisches Gemeindeverzeichnis für Hessen: Die Bevölkerung der Gemeinden 1834 bis 1967. Wiesbaden: Hessisches Statistisches Landesamt, 1968. Weitere Quellen: LAGIS; Gemeinde Bad Zwesten, Zensus 2011 |                                                                                |                                                                                |                                                                                |                                                                                |

### Historische Religionszugehörigkeit
Oberurff
| Quelle: Historisches Ortslexikon |                                                                                                 |
| • 1861:                          | 411 evangelisch-reformierte, 5 evangelisch-lutherische, ein katholischer, 12 jüdische Einwohner |
| • 1885:                          | 367 evangelische (= 98,39 %), 4 katholischer (= 1,07 %), 2 jüdische (= 0,54 %) Einwohner        |
| • 1961:                          | 419 evangelische (= 81,88 %), 65 katholische (= 12,64 %) Einwohner                              |

Schiffelborn
| Quelle: Historisches Ortslexikon |                                                                  |
| • 1861:                          | 133 evangelisch-reformierte, 2 evangelisch-lutherische Einwohner |
| • 1885:                          | 109 evangelische (= 100 %) Einwohner                             |
| • 1961:                          | 88 evangelische (= 91,67 %), 8 katholische (= 8,33 %) Einwohner  |

### Historische Erwerbstätigkeit
Oberurff
| • 1961 | Erwerbspersonen: 74 Land- und Forstwirtschaft, 51 Produzierendes Gewerbe, 15 Handel und Verkehr, 53 Dienstleistungen und Sonstiges |

Schiffelborn
| • 1961 | Erwerbspersonen: 33 Land- und Forstwirtschaft, 10 Produzierendes Gewerbe, 1 Handel und Verkehr, 4 Dienstleistungen und Sonstiges |

## Politik
Für Oberurff-Schiffelborn besteht ein Ortsbezirk (Gebiete der ehemaligen Gemeinde Oberurff-Schiffelborn) mit Ortsbeirat und Ortsvorsteher nach der Hessischen Gemeindeordnung. Der Ortsbeirat besteht aus sieben Mitgliedern. Bei den Kommunalwahlen in Hessen 2021 betrug die Wahlbeteiligung zum Ortsbeirat Oberurff-Schiffelborn 63,54 %. Alle Kandidaten gehörten der „Gemeinschaftsliste Oberurff-Schiffelborn“ an. Der Ortsbeirat wählte Eduard Dippel zum Ortsvorsteher.

## Infrastruktur
In Oberurff befindet sich seit 1952 die private Jugenddorf-Christophorusschule mit Internat, deren Träger das Christliche Jugenddorfwerk Deutschlands (CJD) ist. Das 1877 für Prinz Philipp von Hanau-Hořovice erbaute Schloss Oberurff gehört seit 1952 zur Schule.